# Mocidade Dependente do Samba
Grêmio Recreativo Cultural e Social Escola Mocidade Dependente do Samba é uma escola de samba de Santos. Seu lema é Faça o social, seja Mocidade. Sua sede se localiza na Av. Joaquim Jorge Peralta, 13 no bairro do Jardim Casqueiro, em Cubatão. É conhecida principalmente pela alcunha "Independência".

## História
Criada em 2008, surgiu da vontade do casal Abelardo Fernandes da Silva e Denise Aparecida Grande Fernandes e amigos do samba de fazerem parte de uma agremiação transparente e com o intuito de ser uma escola de samba com grande apelo social. Nenhum bloco ou banda serviu de embrião para a sua criação. Em reunião de assembleia, ficou decidido que Abelardo assumiria a presidência, e Denise, além de ser a primeira porta-bandeira, assumiria a vice-presidência, junto com Serginho Mineiro .
Desfilou como pleiteante em 2009, sendo vice-campeã do grupo e sendo promovida ao Grupo de acesso do Carnaval de Santos em 2010. No Acesso, desfilou com um enredo sobre datas comemorativas, obtendo o vice-campeonato com 174 pontos, e a promoção ao Grupo Especial para 2011.
No seu primeiro ano de Grupo Especial, fez um desfile falando da importância do uso racional da água e conseguiu se manter no Grupo Especial para 2012 após um desempate com a Padre Paulo pelo 8º lugar. No seu segundo ano de Grupo Especial, apresentou um enredo em homenagem a Toninho Dantas, dramaturgo santista e diretor do Curta Santos, sendo rebaixada em décimo lugar após um julgamento digno de questionamentos.
Em 2013, conseguiu o regresso ao Grupo Especial com o enredo "Ilê-Ifé... O Berço da Terra", que narrou a origem do mundo pelos orixás. Apesar do empate em pontos com a Unidos da Zona Noroeste, conseguiu o primeiro lugar no desempate através do quesito Alegoria, onde obteve três notas dez. Também obteve três dez nos quesitos Evolução e Bateria.
Em 2014, com o tema "Utopia: do sonho à realidade, um caminho sem volta", a Mocidade levou à avenida a lenda do guaraná e a exploração do produto pelo Brasil e outras nações, sendo novamente rebaixada.

## Bateria
"A Garra da Pantera" é o nome dado à bateria da Mocidade. A partir de 2011, passou a ser comandada pelo Mestre Kawuan, que assumiu a frente da bateria com apenas quinze anos, igualando-se aos grandes mestres da cidade em qualidade de ritmo e percussão. Em sua maioria, é composta por jovens entre 13 e 20 anos, sendo que muitos deles começaram a atuar no carnaval pela primeira vez através do curso de bateria promovido pela própria agremiação.
A Garra da Pantera costuma receber convites para fazer shows por toda a Baixada Santista.

## Segmentos

### Presidentes
| Nome                              | Mandato           | Ref.   |
| --------------------------------- | ----------------- | ------ |
| Abelardo Fernandes da Silva "Piu" | 2008 - 2018       | [ 17 ] |
| Severino Batista "Tataí"          | 2018 - atualidade |        |

### Diretores
| Ano               | Mestre de bateria |
| ----------------- | ----------------- |
| 2018 - Atualidade | Rogger Cavalcante |

### Coreógrafo
| Ano  | Nome           |
| ---- | -------------- |
| 2018 | Jefferson Dias |
| 2019 | Jefferson Dias |

### Casal de Mestre-sala e Porta-bandeira
| Ano               | Nome                              | Ref.   |
| ----------------- | --------------------------------- | ------ |
| 2012              | Jorginho e Denise                 | [ 17 ] |
| 2015-2016         | Rafael Santos e Denise Piu        |        |
| 2017              | Helio e Mayra Xavier              |        |
| 2018              | Robinson Silva e Andress Simpatia |        |
| 2019 - atualidade | Daniel Vitro e Andress Simpatia   |        |

### Corte de bateria
| Ano  | Rainha         | Madrinha     | Ref.   |
| ---- | -------------- | ------------ | ------ |
| 2012 |                | Rita Cadilac | [ 17 ] |
| 2018 | Juliana Leones |              |        |
| 2019 | Juliana Leones |              |        |
| 2020 | Juliana Leones |              |        |

## Carnavais
| Ano  | Colocação  | Grupo      | Enredo | Carnavalesco                                             | Intérprete                        |        |
| ---- | ---------- | ---------- | --- | -------------------------------------------------------- | --------------------------------- | ------ |
| 2009 | 2º. Lugar  | Pleiteante | Sopram os ventos africanos do além mar, pelas espumas verdejantes, aos quilombos de Santos, o berço da liberdade! (Compositor: Cunha Bueno)                                                                                                 | Comissão de Carnaval                                     | Everaldo Marimba                  |        |
| 2010 | 2º. Lugar  | Acesso     | De janeiro a janeiro, no mês de fevereiro, a Mocidade vem mostrar que é carnaval o ano inteiro! (Compositores: Joel, Marcio Galheta, Vagner Pontual, Renato Tubarão, Ediley, Malaca, Marquinho Maluko, Beto Tamborim, Julio Cesar e Rudney) | Comissão de Carnaval                                     | Everaldo Marimba                  |        |
| 2011 | 8º. Lugar  | Especial   | Terra, planeta água! Compositores: Cunha Bueno e Luizinho Andanças) | Comissão de Carnaval                                     | Lelo Garoto                       |        |
| 2012 | 10º. Lugar | Especial   | De agitador cultural à calçada da fama, Toninho Dantas é hoje a estrela que brilha no carnaval da Mocidade (Compositores: Cunha Bueno, Luizinho Andanças e Fogueti)                                                                         | Comissão de Carnaval                                     | Lelo Garoto e Serginho Isidro     |        |
| 2013 | Campeã     | Acesso     | Ilê-Ifé... O Berço da Terra (Compositores: Rudney Fernandes, Edirley Fernandes, Nino Barbosa e JR.) | Jean Herrero                                             | Rudney Fernandes                  |        |
| 2014 | 10º. Lugar | Especial   | Utopia: Do sonho à realidade, um caminho sem volta (Compositores: Rudney Fernandes, Edirley Fernandes, Jota R, Juliana Ribeiro e Nino Barbosa)                                                                                              | Comissão de Carnaval (Jean Herrero e Didi Guerreiro)     | Rudney Fernandes                  |        |
| 2015 | Campeã     | Acesso     | "Palhaçópolis" se a justiça é cega, a nossa é divina, vem Mocidade que hoje o tribunal é na avenida! (Compositores: Piu, Renato Tubarão e Synnue Gonçalves)                                                                                 | Comissão de Carnaval (Didi Guerreiro e Synnuê Gonçalves) | Rudney Fernandes e Paulo da Magia |        |
| 2016 | 8º. Lugar  | Especial   | O Sol Brilha Mais Forte na Terra da Caridade, Liberdade e Carnaval (Compositores: Paulo da Magia, Mukumbinha, Fabinho Tudo Bem, Makumba, Ademarzinho do Cavaco, Paulinho Chiclete e Toninho 44)                                             | Comissão de Carnaval                                     | Paulo da Magia                    | [ 18 ] |
| 2017 | 2o.        | Acesso     | Eu boto fé, sou superação | Comissão de Carnaval                                     | Rudney Fernandes e Paulo da Magia |        |
| 2018 | Campeã     | Acesso     | Sansakroma... A Luz da Raça, Resistência e Cultura | Michael Smith                                            | Rudney Fernandes e Paulo da Magia |        |
| 2019 | 6º. Lugar  | Especial   | A Encantaria de Dom Sebastião Nas Dunas de Upaon-Açu | Comissão de Carnaval                                     | Freddy Vianna                     |        |
| 2020 | 7º. Lugar  | Especial   | Dos enigmáticos faraós negros a África Brasil. | Comissão de Carnaval                                     | Fernandinho SP                    |        |
| 2023 | 5º. Lugar  | Especial   | A arte de fazer sorrir: Chico Anysio | Regis Lopez                                              | Fernandinho SP                    |        |
| 2024 | 4º. Lugar  | Especial   | Festança no Mangagá - Em Uma Noite de Folia, É o Forró Que Contagia! | Raphael Soares                                           | Fernandinho SP                    |        |

## Títulos
|  | Grupo  | Títulos | Vitórias          |
|  | Acesso | 3       | 2013, 2015 e 2018 |